# Auxey-Duresses
Pour l’article homonyme, voir Auxey-duresses (AOC).
Auxey-Duresses [osɛ dyʁɛs] est une commune française située sur la route des Grands Crus dans le département de la Côte-d'Or, en région Bourgogne-Franche-Comté.

## Géographie

### Description

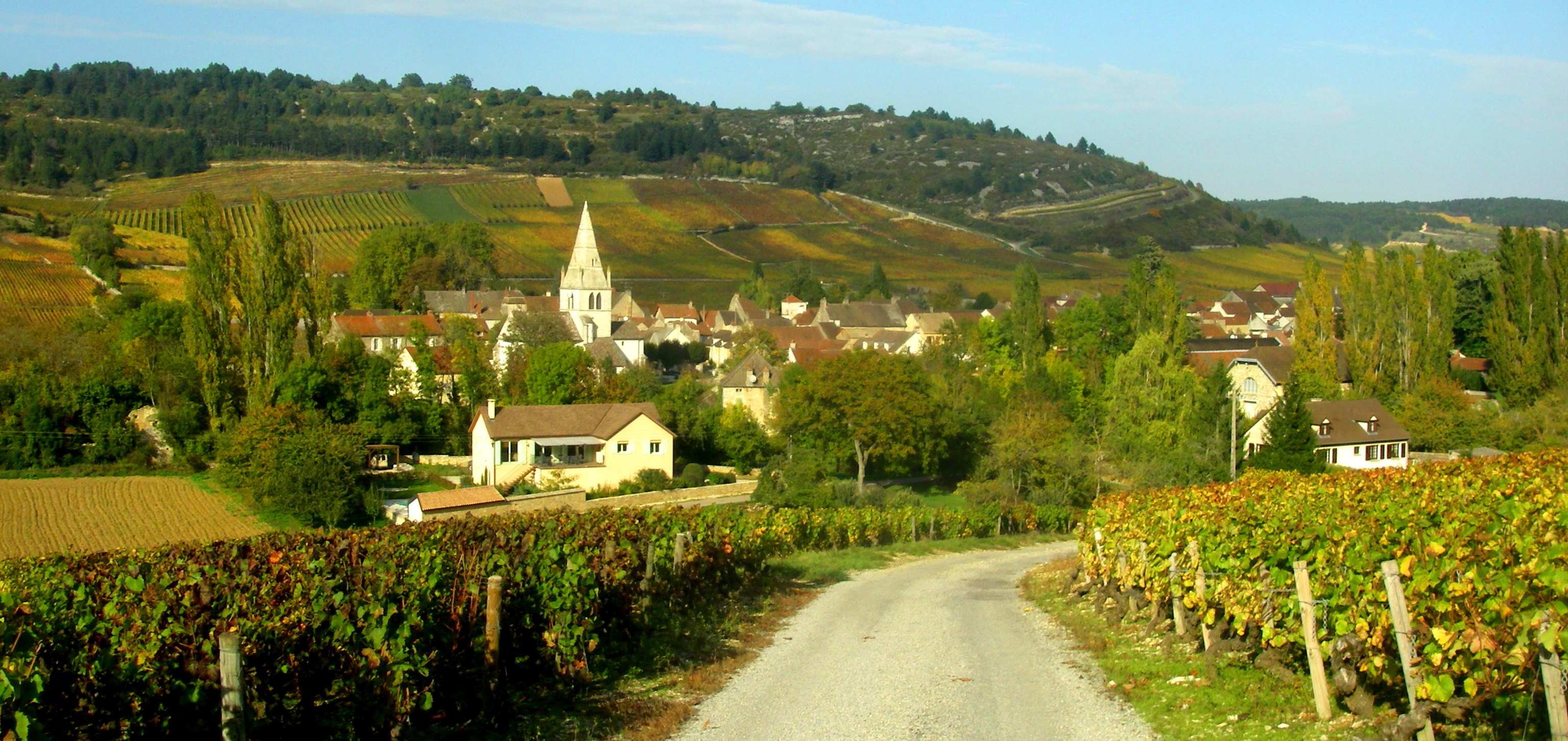
Paysage de la commune.

Auxey-Duresses est un village viticole, il se trouve à l'entrée d'une vallée orientée est-ouest.

### Hydrographie
Le village est traversé de bout en bout par un petit ruisseau, la Velle.

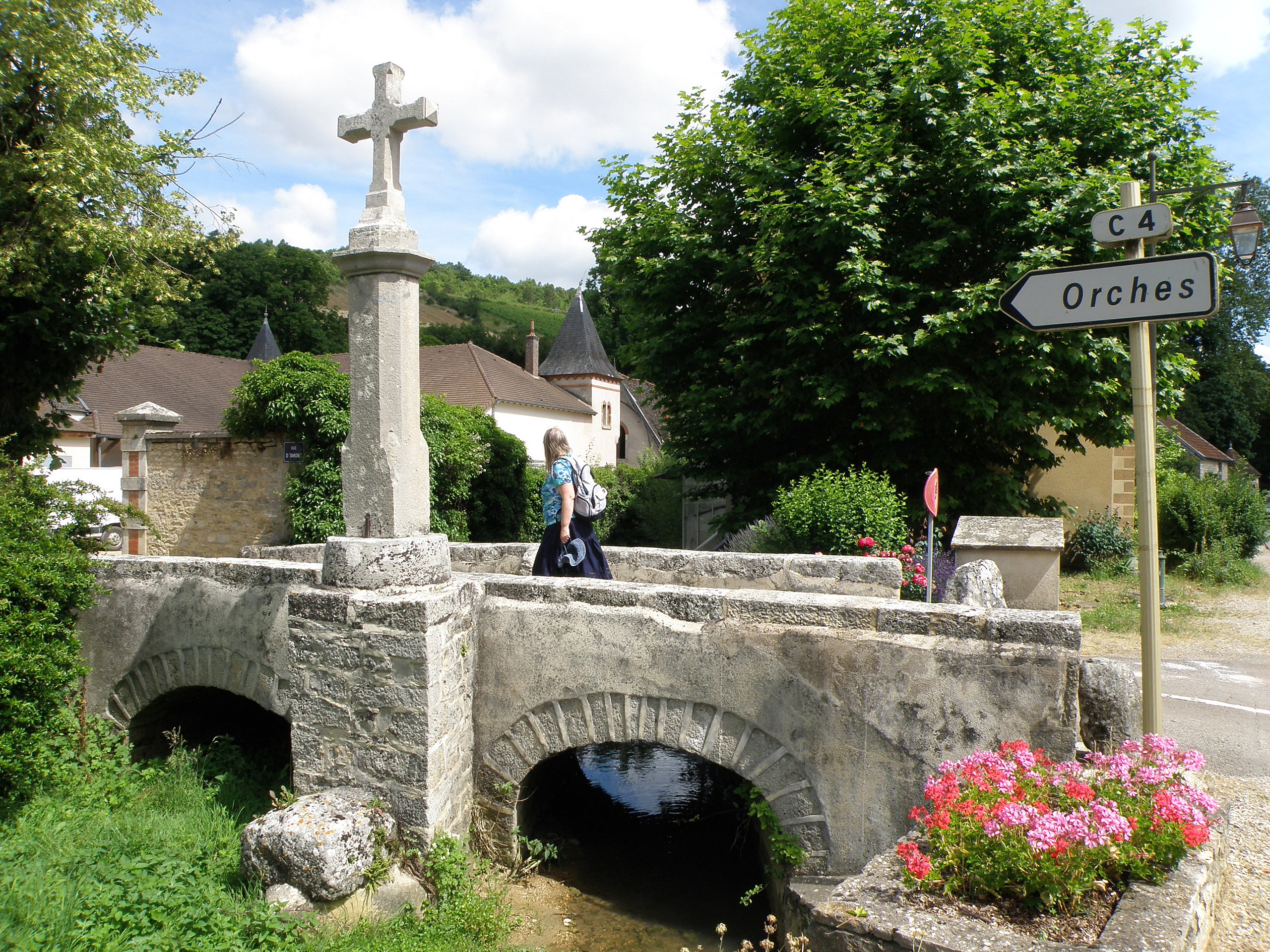
Le Pont de Melin.
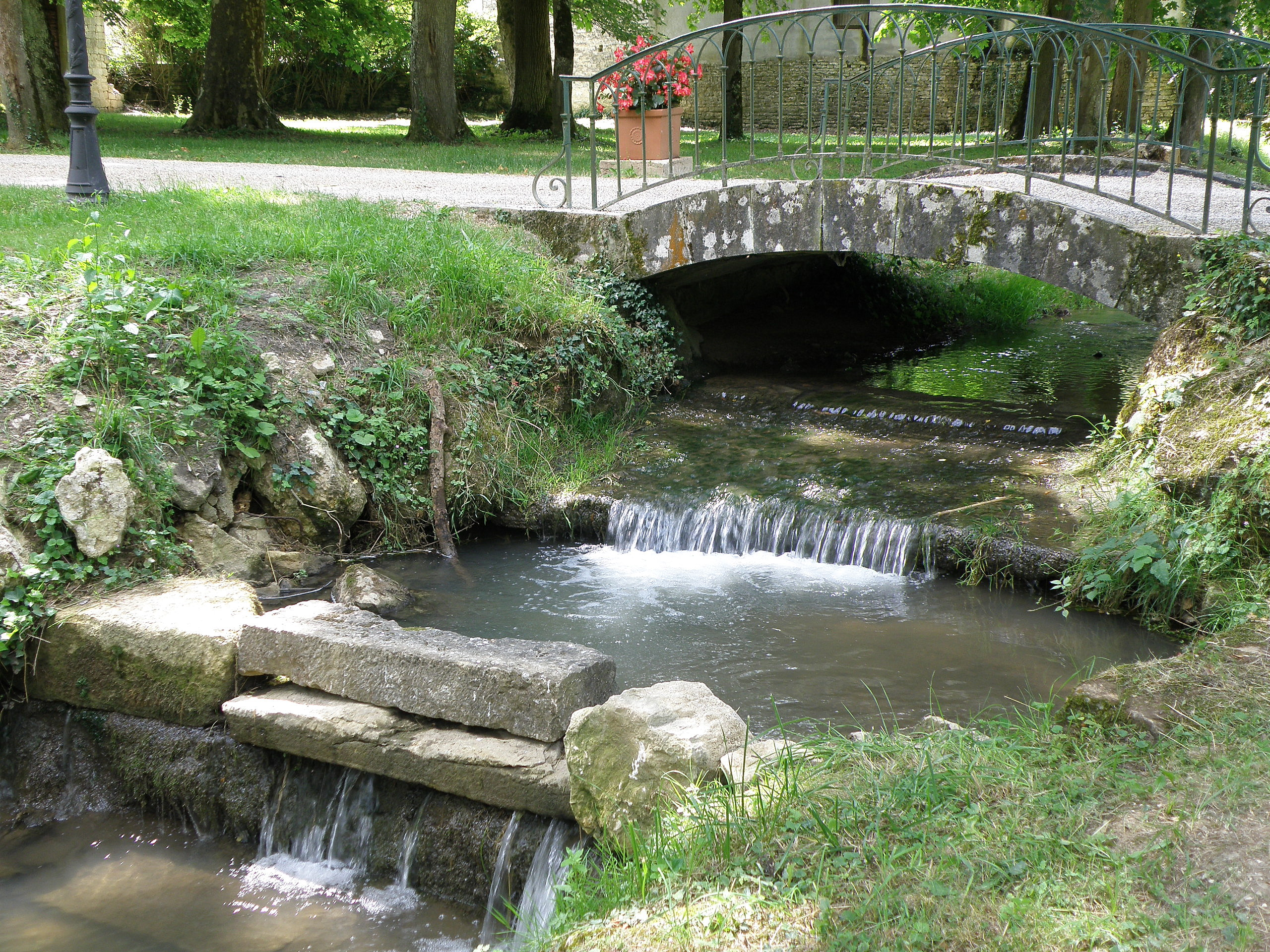
Le ruisseau des Cloux traversant le parc du château à Melin.

### Climat
Pour des articles plus généraux, voir Climat de la Bourgogne-Franche-Comté et Climat de la Côte-d'Or.
En 2010, le climat de la commune est de type climat océanique dégradé des plaines du Centre et du Nord, selon une étude du Centre national de la recherche scientifique s'appuyant sur une série de données couvrant la période 1971-2000. En 2020, Météo-France publie une typologie des climats de la France métropolitaine dans laquelle la commune est exposée à un climat océanique altéré et est dans la région climatique Bourgogne, vallée de la Saône, caractérisée par un bon ensoleillement (1 900 h/an), un été chaud (18,5 °C), un air sec au printemps et en été et des vents faibles.
Pour la période 1971-2000, la température annuelle moyenne est de 10,8 °C, avec une amplitude thermique annuelle de 17,5 °C. Le cumul annuel moyen de précipitations est de 807 mm, avec 12,1 jours de précipitations en janvier et 7 jours en juillet. Pour la période 1991-2020, la température moyenne annuelle observée par la station météorologique de Météo-France la plus proche, « La Rochepot », dans la commune de La Rochepot à 6 km à vol d'oiseau, est de 10,6 °C et le cumul annuel moyen de précipitations est de 849,5 mm,. Pour l'avenir, les paramètres climatiques de la commune estimés pour 2050 selon différents scénarios d'émission de gaz à effet de serre sont consultables sur un site dédié publié par Météo-France en novembre 2022.

## Urbanisme

### Typologie
Au 1er janvier 2024, Auxey-Duresses est catégorisée commune rurale à habitat dispersé, selon la nouvelle grille communale de densité à 7 niveaux définie par l'Insee en 2022.
Elle est située hors unité urbaine. Par ailleurs la commune fait partie de l'aire d'attraction de Beaune, dont elle est une commune de la couronne,. Cette aire, qui regroupe 64 communes, est catégorisée dans les aires de 50 000 à moins de 200 000 habitants,.

### Occupation des sols
L'occupation des sols de la commune, telle qu'elle ressort de la base de données européenne d’occupation biophysique des sols Corine Land Cover (CLC), est marquée par l'importance des forêts et milieux semi-naturels (66,4 % en 2018), une proportion sensiblement équivalente à celle de 1990 (66,6 %). La répartition détaillée en 2018 est la suivante : forêts (45,6 %), cultures permanentes (25,9 %), milieux à végétation arbustive et/ou herbacée (20,8 %), zones urbanisées (2,6 %), terres arables (2,3 %), prairies (2,3 %), zones agricoles hétérogènes (0,5 %). L'évolution de l’occupation des sols de la commune et de ses infrastructures peut être observée sur les différentes représentations cartographiques du territoire : la carte de Cassini (XVIIIe siècle), la carte d'état-major (1820-1866) et les cartes ou photos aériennes de l'IGN pour la période actuelle (1950 à aujourd'hui).

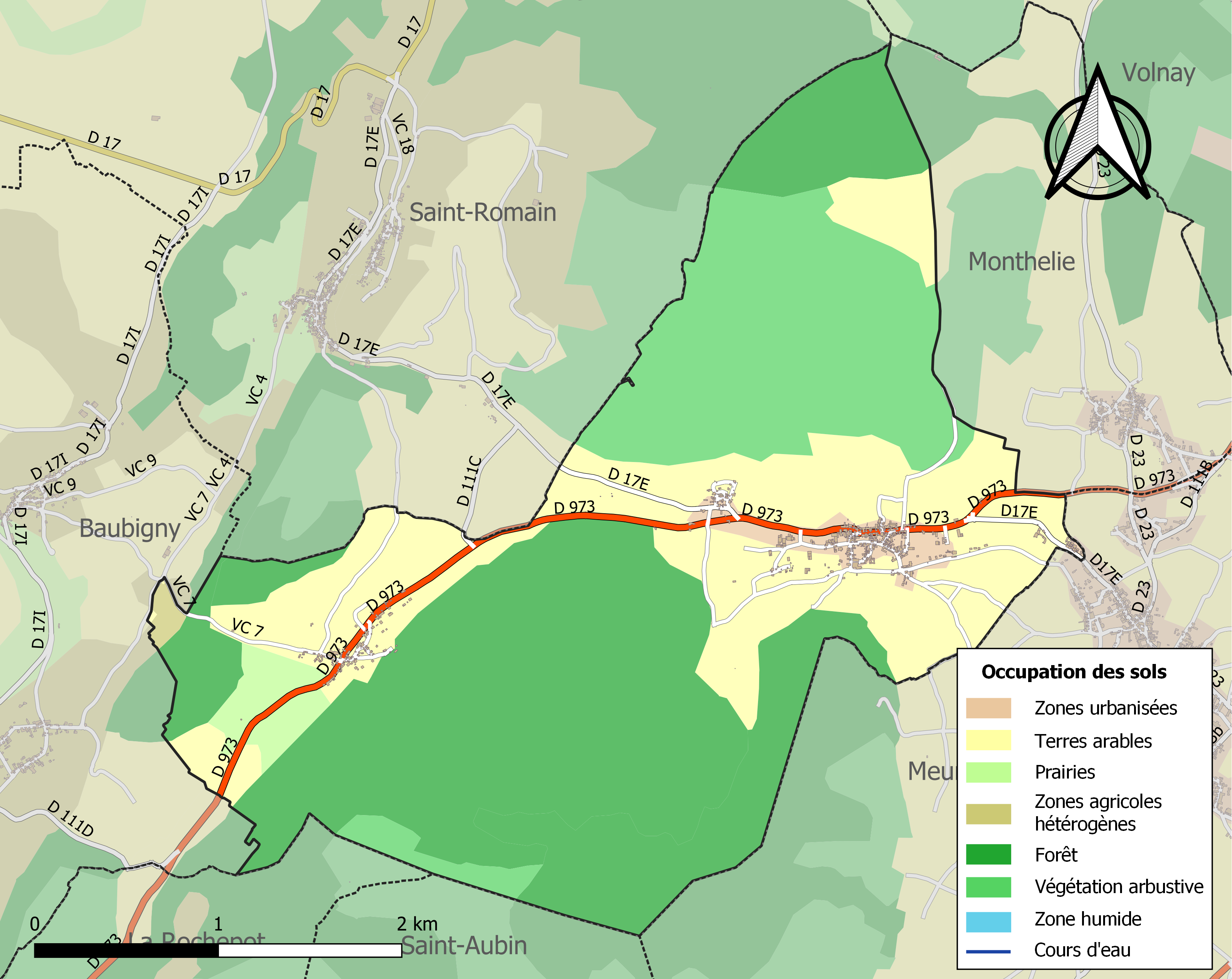
Carte des infrastructures et de l'occupation des sols de la commune en 2018 (CLC).

### Lieux-dits, hameaux et écarts
La commune compte plusieurs hameaux : Melin, Petit Auxey.

### Habitat et logement
En 2018, le nombre total de logements dans la commune était de 217, alors qu'il était de 216 en 2013 et de 215 en 2008.
Parmi ces logements, 65,2 % étaient des résidences principales, 19,4 % des résidences secondaires et 15,4 % des logements vacants. Ces logements étaient pour 97,2 % d'entre eux des maisons individuelles et pour 2,8 % des appartements.
Le tableau ci-dessous présente la typologie des logements à Auxey-Duresses en 2018 en comparaison avec celle de la Côte-d'Or et de la France entière. Une caractéristique marquante du parc de logements est ainsi une proportion de résidences secondaires et logements occasionnels (19,4 %), très  supérieure à celle du département (5,6 %) et à celle de la France entière (9,7 %). Concernant le statut d'occupation de ces logements, 82,1 % des habitants de la commune sont propriétaires de leur logement (79,7 % en 2013), contre 59,9 % pour la Côte-d'Or et 57,5 % pour la France entière.
| Typologie                                               | Auxey-Duresses | Côte-d'Or | France entière |
| ------------------------------------------------------- | -------------- | --------- | -------------- |
| Résidences principales (en %)                           | 65,2           | 86        | 82,1           |
| Résidences secondaires et logements occasionnels (en %) | 19,4           | 5,6       | 9,7            |
| Logements vacants (en %)                                | 15,4           | 8,4       | 8,2            |

## Toponymie
La commune, instituée par la Révolution française, porte le nom d'Auxey en 1793 puis d'Auxey-le-Grand en 1801, reprend celui d'Auxey avant de devenir en 1924 Auxey-Duresses.

## Histoire
La vallée d'Auxey l'un des premiers lieux où la vigne fut plantée une première fois en Bourgogne durant le IIe siècle av. J.-C., lorsque Auxey-le-Petit, dépendance d'Auxey-Duresses, était un haut lieu du culte druidique.
On peut trouver sur le mont Mélian les vestiges d'une vaste enceinte préhistorique, occupée ensuite par les Gaulois (au sens archéologique).
Après les invasions barbares du Ve siècle apr. J.-C., la commune prit un nouvel essor grâce aux moines de l'abbaye de Saint-Symphorien d'Autun, qui ont fait construire une église à Auxey-le-Petit en 696. Celle-ci fut reconstruite au Xe siècle par les moines de l'abbaye de Cluny, qui  possédaient un grand vignoble dans le village. Le clocher et le portail sont romans et datent du XIIe siècle. Ces moines ont également laissé le « moulin aux Moines » — en effet, à cette époque les moulins étaient une richesse de la vallée —, dont le hameau de Melin, autre dépendance de la commune, a hérité du nom.

## Politique et administration

### Rattachements administratifs et électoraux

#### Rattachements administratifs
La commune se trouve depuis 1926 dans l'arrondissement de Beaune du département de la Côte-d'Or.
Elle faisait partie depuis 1801 du canton de Beaune-Nord. Dans le cadre du redécoupage cantonal de 2014 en France, cette circonscription administrative territoriale a disparu, et le canton n'est plus qu'une circonscription électorale.

#### Rattachements électoraux
Pour les élections départementales, la commune fait partie depuis 2014 du canton de Ladoix-Serrigny
Pour l'élection des députés, elle fait partie de la cinquième circonscription de la Côte-d'Or.

### Intercommunalité
Auxey-Duresses est membre de la communauté d'agglomération Beaune Côte et Sud, un établissement public de coopération intercommunale (EPCI) à fiscalité propre créé fin 2006  et auquel la commune a transféré un certain nombre de ses compétences, dans les conditions déterminées par le code général des collectivités territoriales.

### Liste des maires
| Période                                  | Période                       | Identité                   | Étiquette | Qualité                             |
| ---------------------------------------- | ----------------------------- | -------------------------- | --------- | ----------------------------------- |
| Les données manquantes sont à compléter. |                               |                            |           |                                     |
| 1790                                     | 1791                          | René Latour                |           |                                     |
| 1791                                     | 1811                          | Claude Delaplanche         |           |                                     |
| 1811                                     | 1816                          | Claude Fleurot             |           |                                     |
| 1816                                     | 1818                          | Brunet de la Serve         |           |                                     |
| 1819                                     | 1821                          | Flis Humbert               |           |                                     |
| 1821                                     | 1830                          | Brunet de la Serve         |           |                                     |
| 1831                                     | 1832                          | Mercier                    |           |                                     |
| 1832                                     | 1834                          | Pierre Fleurot Marot       |           |                                     |
| 1834                                     | 1837                          | Louis Garnier              |           |                                     |
| 1837                                     | 1840                          | Pierre Roullier            |           |                                     |
| 1840                                     | 1844                          | Philibert Garnier Boillot  |           |                                     |
| 1844                                     | 1847                          | Claude Fleurot Battault    |           |                                     |
| 1847                                     | 1852                          | Claude Delaplanche Titard  |           |                                     |
| 1852                                     | 1854                          | Claude Fleurot Battault    |           |                                     |
| 1854                                     | 1865                          | Claude Delaplanche Titard  |           |                                     |
| 1865                                     | 1870                          | Rolland Meuriot            |           |                                     |
| 1870                                     | 1871                          | Hippolyte Veau             |           |                                     |
| 1871                                     | 1892                          | Claude Fleuront Malaquin   |           |                                     |
| 1892                                     | 1903                          | Jean-Baptiste Garnier Veau |           |                                     |
| 1903                                     | 1919                          | Claude Matin Battault      |           |                                     |
| 1919                                     | 1934                          | Armand Veau                |           |                                     |
| 1934                                     | 1945                          | François Lafouge           |           |                                     |
| 1945                                     | 1977                          | Robert Creusefond          |           |                                     |
| 1977                                     | 1995                          | Jean Lafouge               |           | Viticulteur                         |
| 1995                                     | 2008                          | Mme Dominique Boire        |           |                                     |
| 2008                                     | 2014                          | Agnès Diconne              |           |                                     |
| 2014                                     | septembre 2022                | Bernard Battault           |           | Agriculteur retraité Démissionnaire |
| octobre 2022                             | En cours (au 16 janvier 2023) | François Latour            |           | Agriculteur                         |

## Démographie

### Évolution démographique
L'évolution du nombre d'habitants est connue à travers les recensements de la population effectués dans la commune depuis 1793. Pour les communes de moins de 10 000 habitants, une enquête de recensement portant sur toute la population est réalisée tous les cinq ans, les populations de référence des années intermédiaires étant quant à elles estimées par interpolation ou extrapolation. Pour la commune, le premier recensement exhaustif entrant dans le cadre du nouveau dispositif a été réalisé en 2004.

En 2022, la commune comptait 297 habitants, en évolution de −3,26 % par rapport à 2016 (Côte-d'Or : +0,82 %, France hors Mayotte : +2,11 %).
| 1793 | 1800 | 1806 | 1821 | 1831 | 1836 | 1841 | 1846 | 1851 |
| ---- | ---- | ---- | ---- | ---- | ---- | ---- | ---- | ---- |
| 684  | 733  | 776  | 856  | 877  | 915  | 879  | 834  | 823  |

| 1856 | 1861 | 1866 | 1872 | 1876 | 1881 | 1886 | 1891 | 1896 |
| ---- | ---- | ---- | ---- | ---- | ---- | ---- | ---- | ---- |
| 801  | 780  | 810  | 801  | 789  | 742  | 768  | 680  | 645  |

| 1901 | 1906 | 1911 | 1921 | 1926 | 1931 | 1936 | 1946 | 1954 |
| ---- | ---- | ---- | ---- | ---- | ---- | ---- | ---- | ---- |
| 649  | 659  | 526  | 421  | 431  | 413  | 415  | 365  | 374  |

| 1962 | 1968 | 1975 | 1982 | 1990 | 1999 | 2004 | 2006 | 2009 |
| ---- | ---- | ---- | ---- | ---- | ---- | ---- | ---- | ---- |
| 398  | 407  | 329  | 345  | 351  | 367  | 343  | 337  | 338  |

| 2014 | 2019 | 2022 | - | - | - | - | - | - |
| ---- | ---- | ---- | - | - | - | - | - | - |
| 314  | 297  | 297  | - | - | - | - | - | - |

### Pyramide des âges
La population de la commune est relativement âgée.
En 2018, le taux de personnes d'un âge inférieur à 30 ans s'élève à 22,5 %, soit en dessous de la moyenne départementale (35,6 %). À l'inverse, le taux de personnes d'âge supérieur à 60 ans est de 39,0 % la même année, alors qu'il est de 27,1 % au niveau départemental.
En 2018, la commune comptait 149 hommes pour 151 femmes, soit un taux de 50,33 % de femmes, légèrement inférieur au taux départemental (51,75 %).
Les pyramides des âges de la commune et du département s'établissent comme suit.
| Hommes | Classe d’âge | Femmes |
| ------ | ------------ | ------ |
| 3,4    | 90 ou +      | 2,0    |
| 6,1    | 75-89 ans    | 9,4    |
| 29,1   | 60-74 ans    | 28,2   |
| 22,3   | 45-59 ans    | 22,8   |
| 16,9   | 30-44 ans    | 14,8   |
| 12,8   | 15-29 ans    | 11,4   |
| 9,5    | 0-14 ans     | 11,4   |

| Hommes | Classe d’âge | Femmes |
| ------ | ------------ | ------ |
| 0,9    | 90 ou +      | 2,2    |
| 7,4    | 75-89 ans    | 9,9    |
| 17,2   | 60-74 ans    | 18,1   |
| 19,6   | 45-59 ans    | 19     |
| 17,9   | 30-44 ans    | 17,2   |
| 20,1   | 15-29 ans    | 18,6   |
| 16,9   | 0-14 ans     | 15     |

## Culture locale et patrimoine

### Lieux et monuments

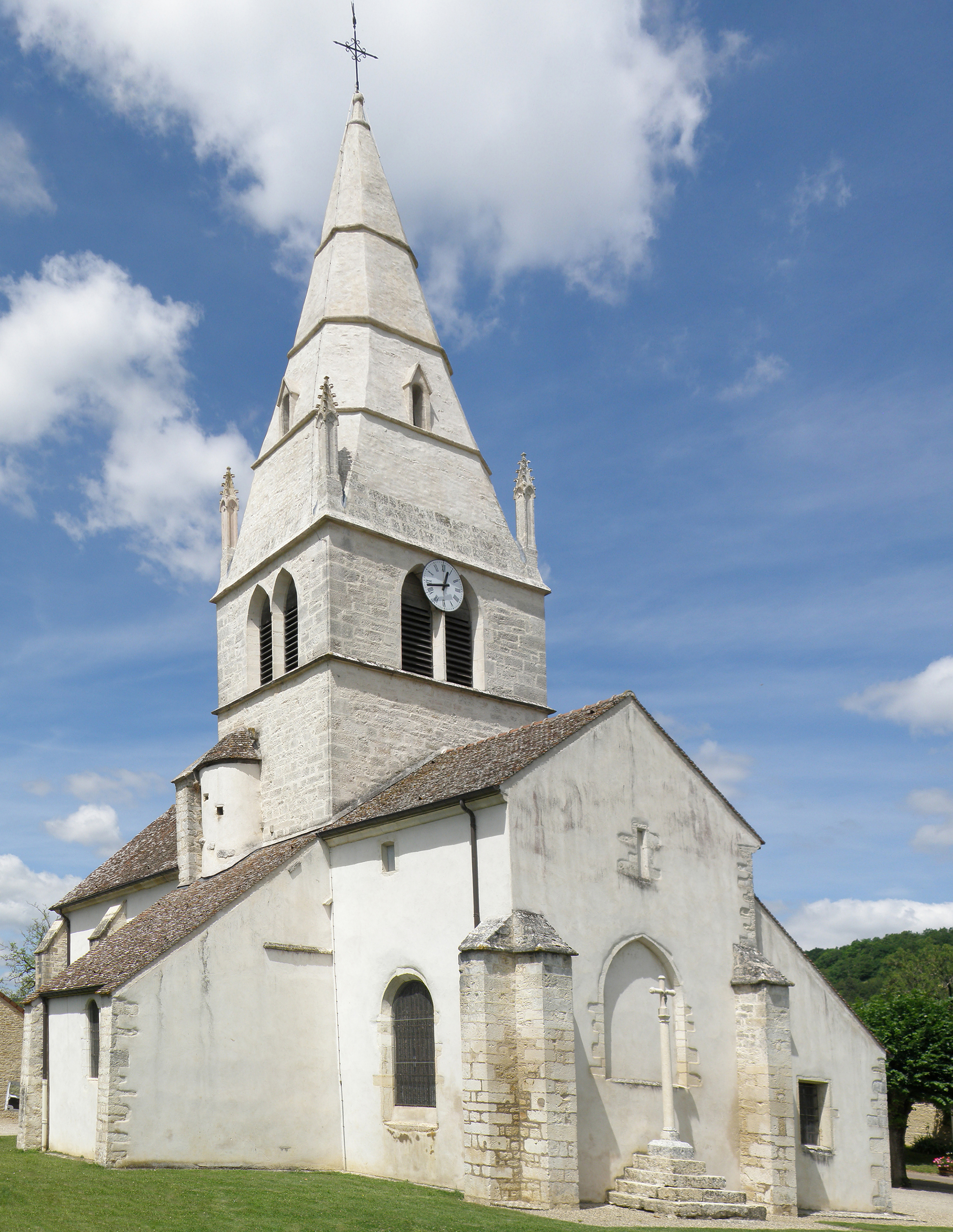
L'église Saint-Martin d'Auxey-Duresses.

- À l'emplacement du château médiéval se trouve l'église Saint-Martin d'Auxey-Duresses à Auxey-le-Grand, du XIVe siècle dont le clocher est en tuf volcanique. À l'intérieur se trouvent des peintures, dont un triptyque de la Renaissance relatant la naissance de Marie[11].

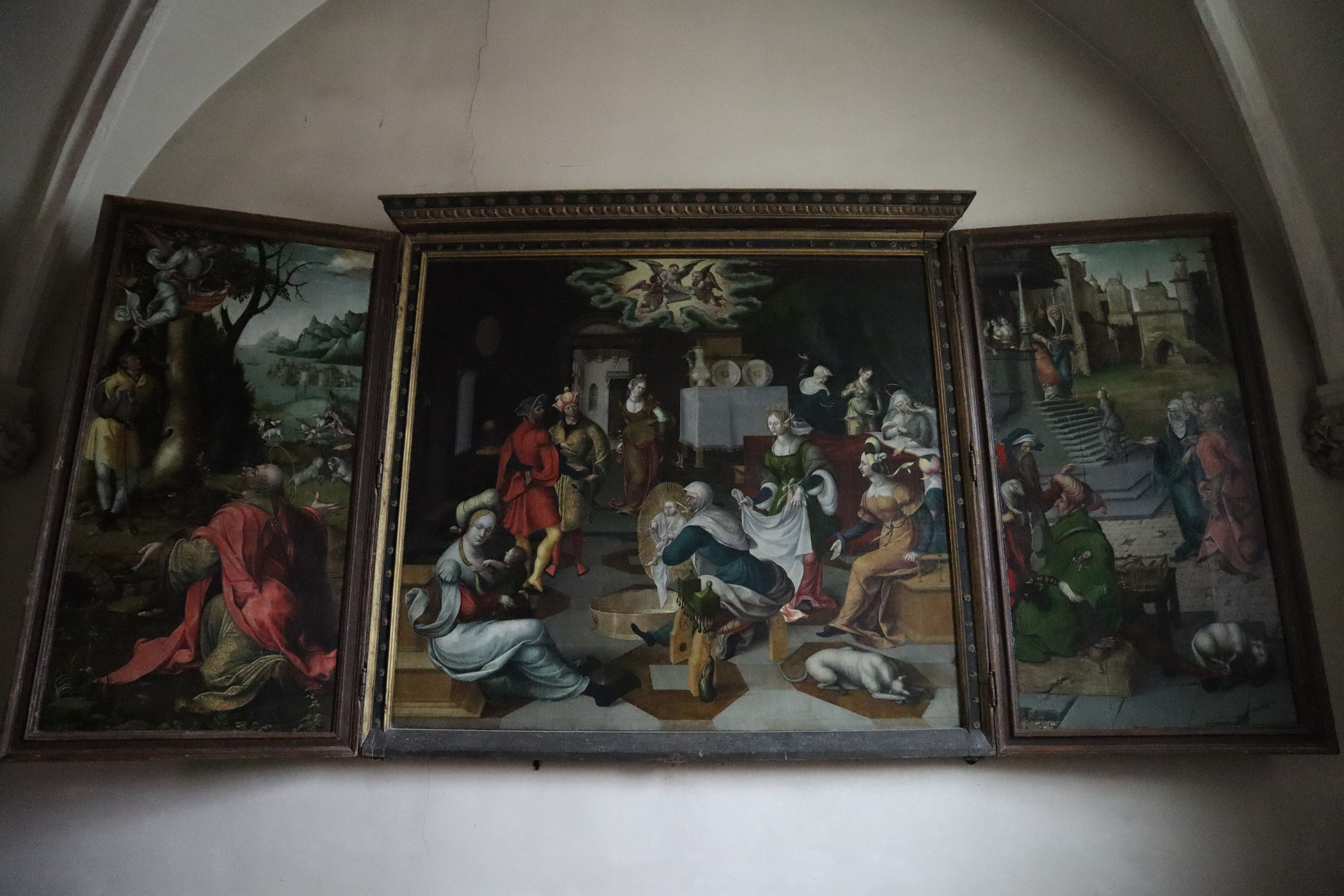
Le triptyque de la Vierge.

- Église Saint-Symphorien d'Auxey-le-Petit, dont les origines remontent à l'édifice construit par les moines de l'abbaye Saint-Symphorien d'Autun en 696, et reconstruit par ceux de Cluny en style roman entre les Xe et XIIe siècles[11].
- Monument aux morts, sur la place du village, constitué d’un obélisque de calcaire lisse posé sur un socle reposant lui-même sur un soubassement à trois étages, édifié à la suite de la délibération du conseil municipal du 25 mai 1919 et grâce à des souscriptions. Il est inauguré le 11 novembre 1920 et est l'un des premiers de la région à avoir été érigé[11].
- Pont ancien de Melin, édifié par l'abbaye de Cluny[11].
- Lavoir typiquement bourguignon.
- Château d'Auxey-Duresses à Melin et son parc, ayant appartenu à la famille MacMahon. Après avoir servi de colonie de vacances, il est aujourd’hui consacré à l’activité touristique de qualité[11].

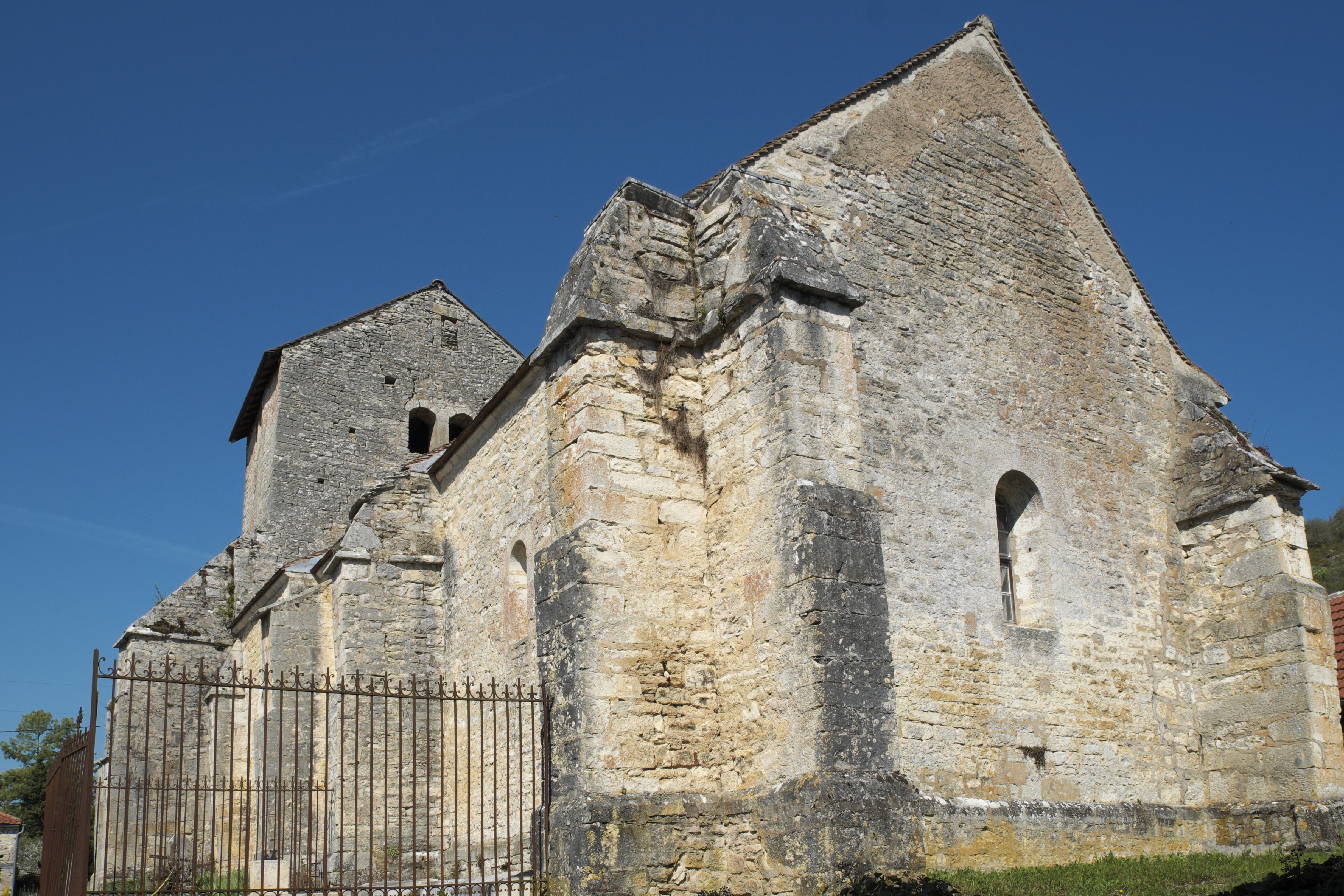
Église Saint-Symphorien...
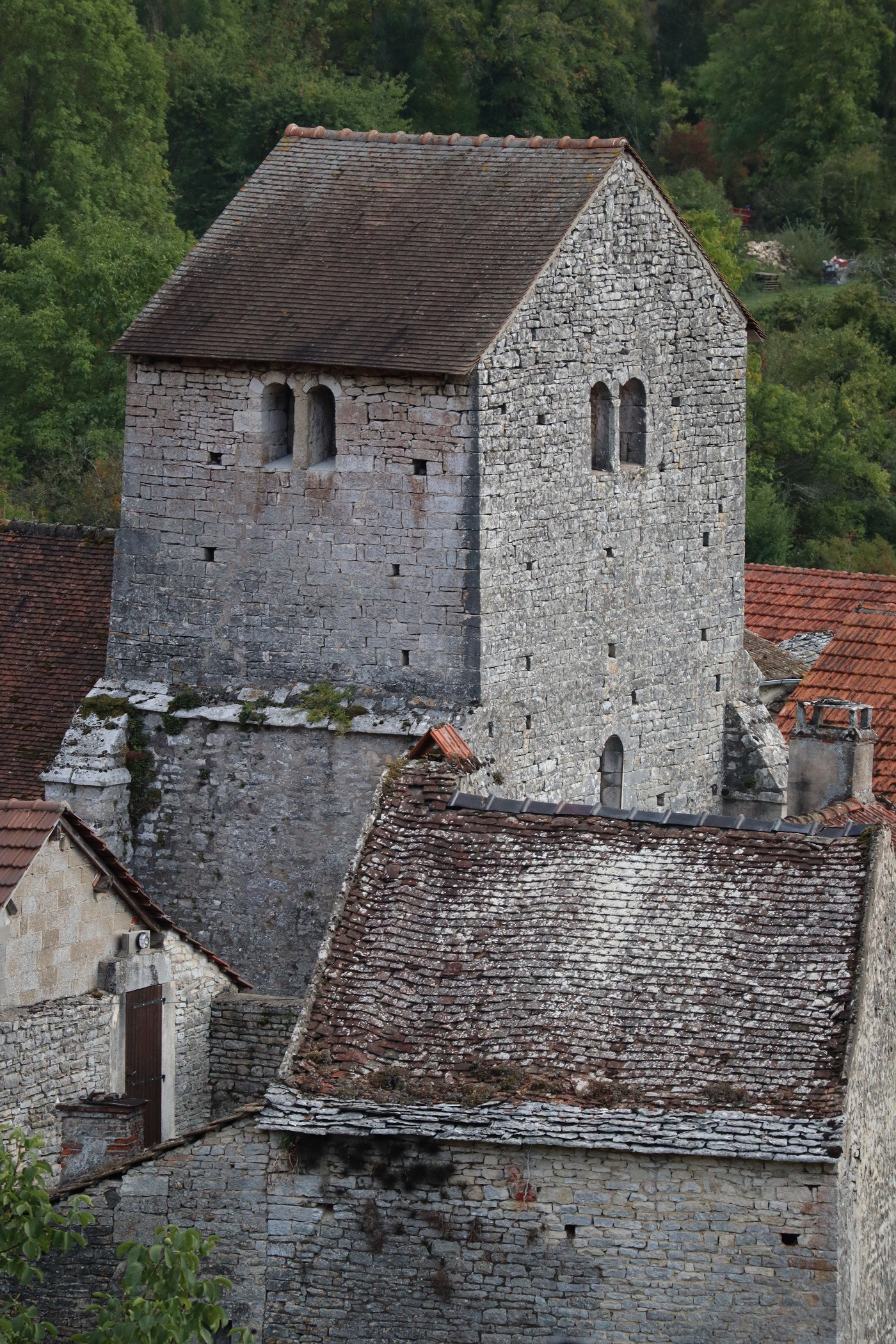
... et son clocher.
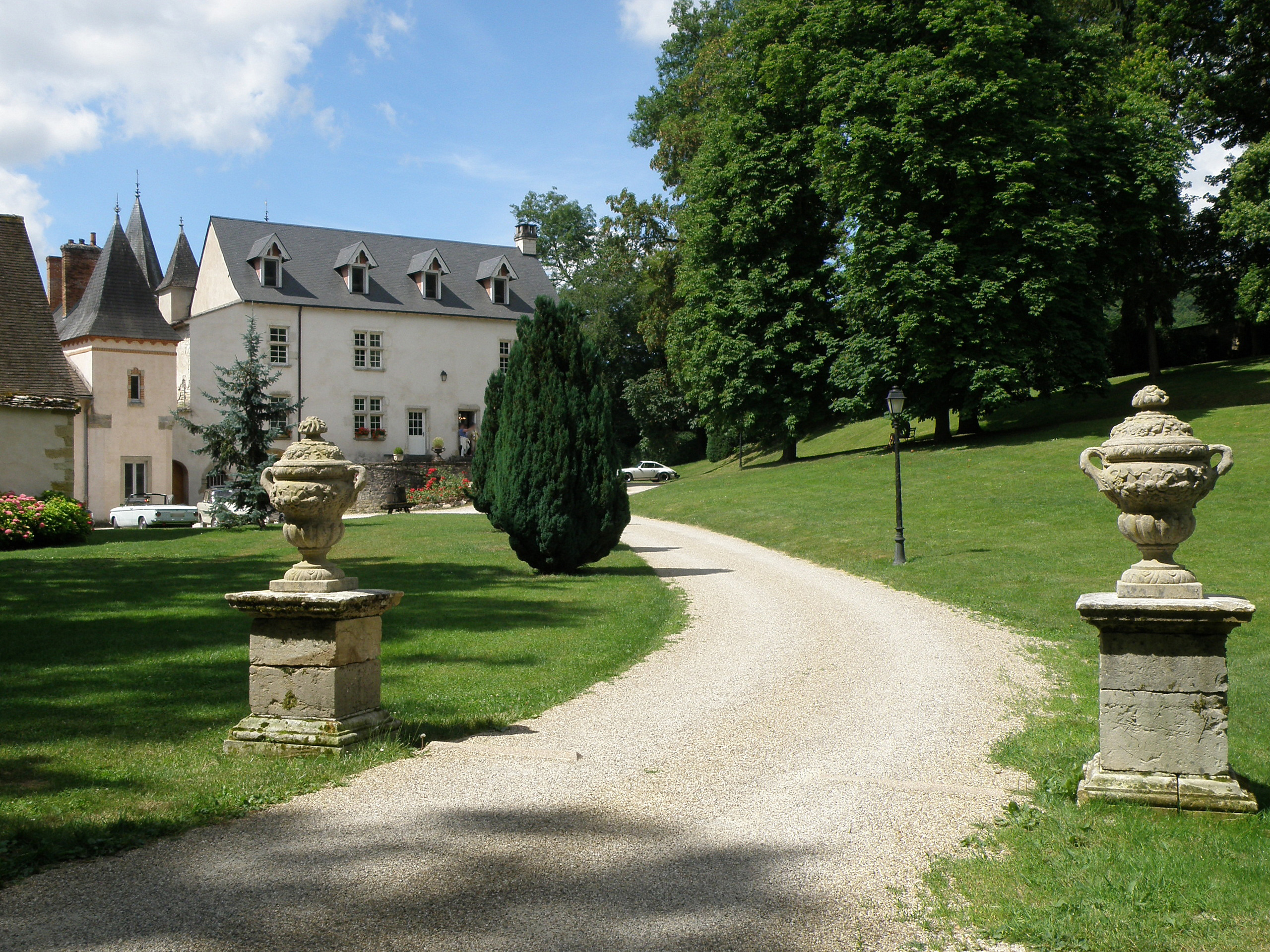
Le château à Melin.
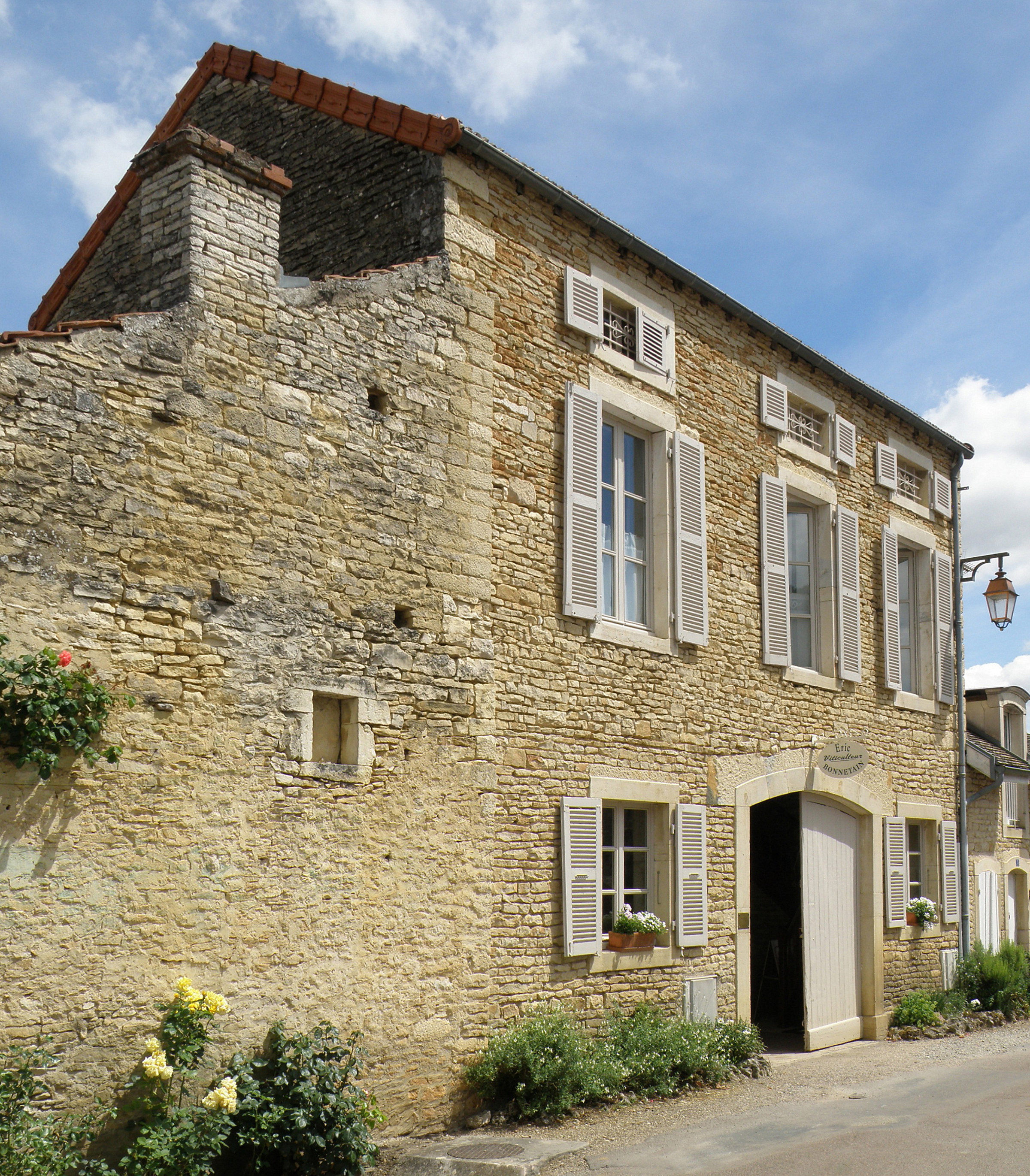
Maison de viticulteur, rue du Dessous.
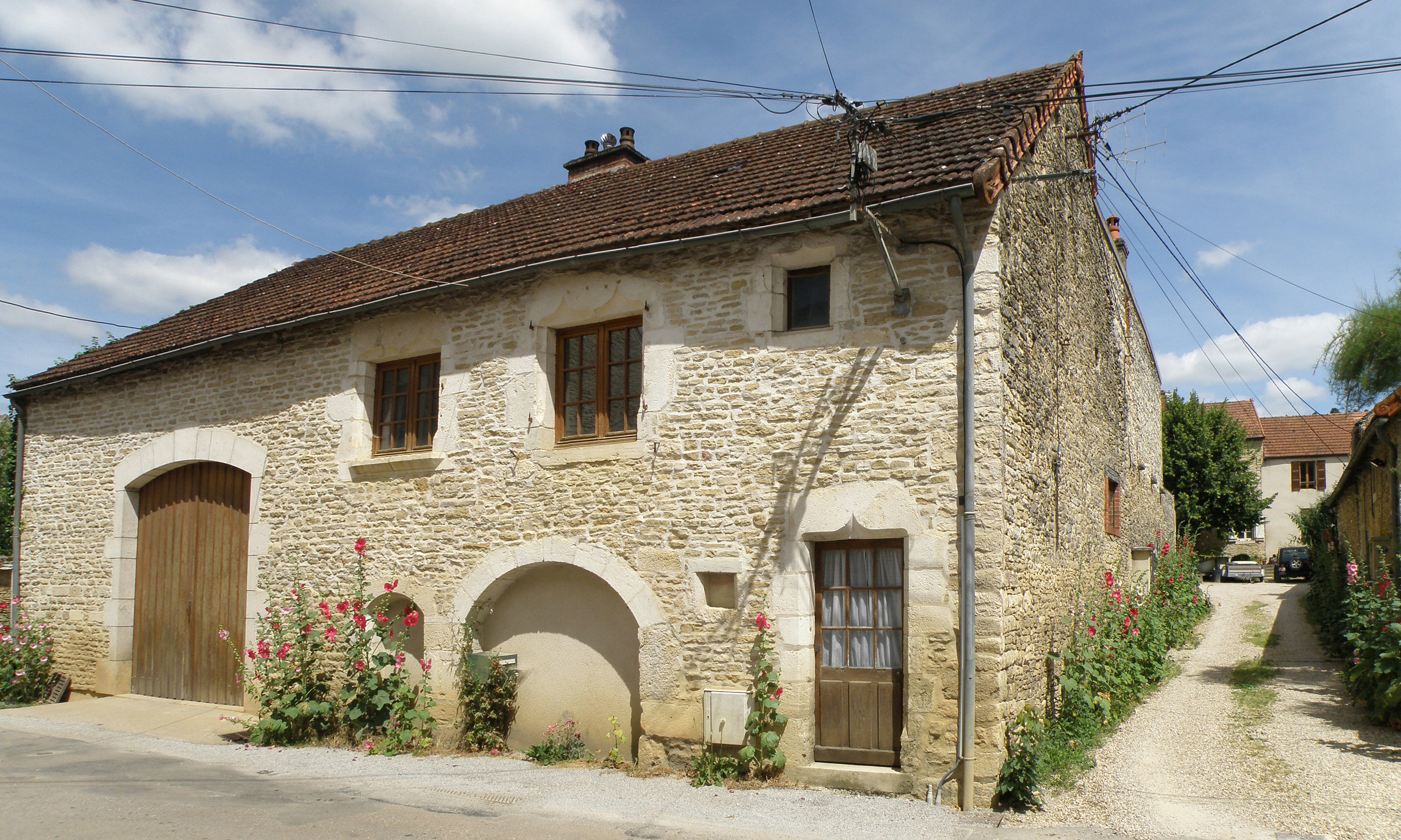
Maison ancienne rue du Dessous.
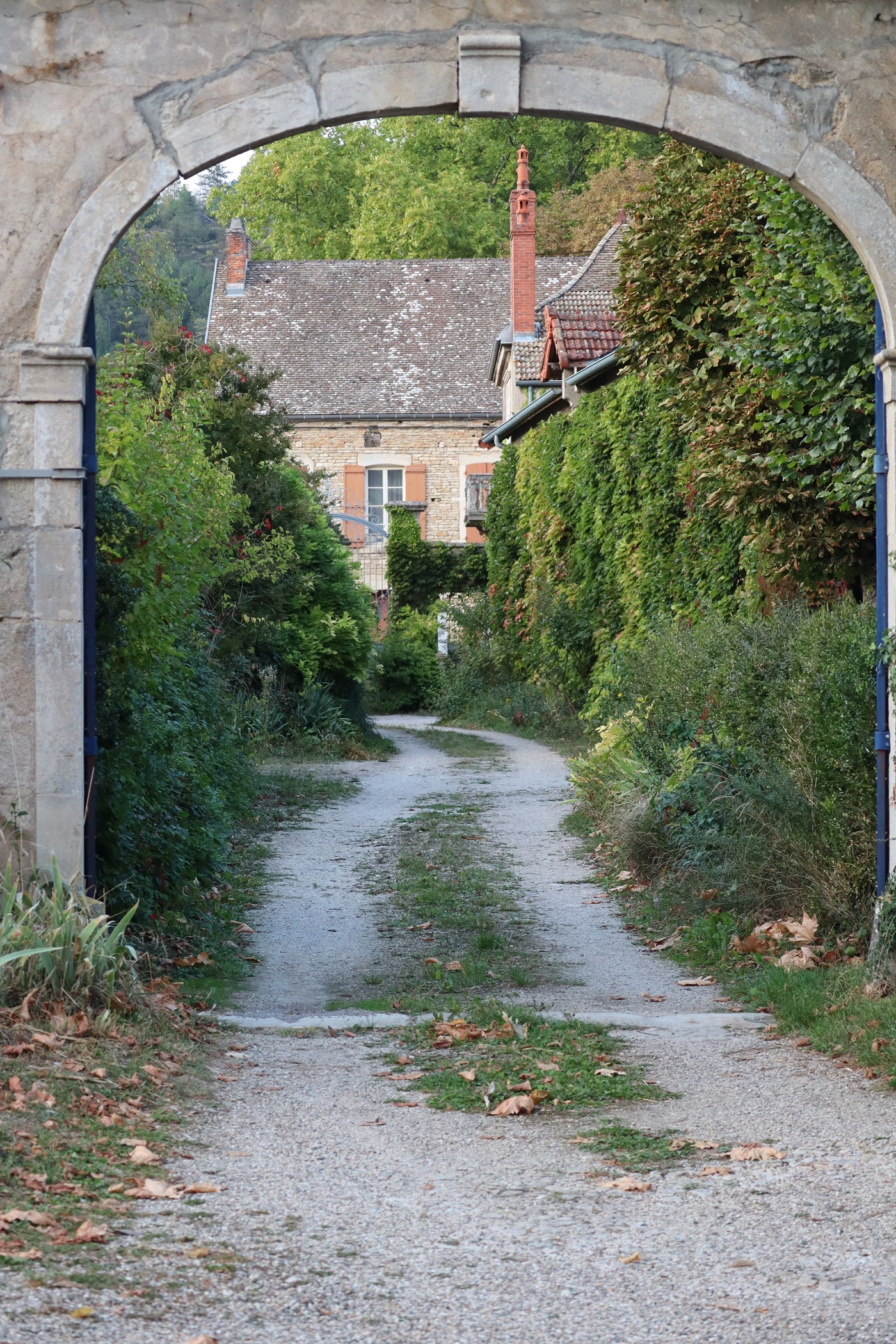
Maison au bourg.
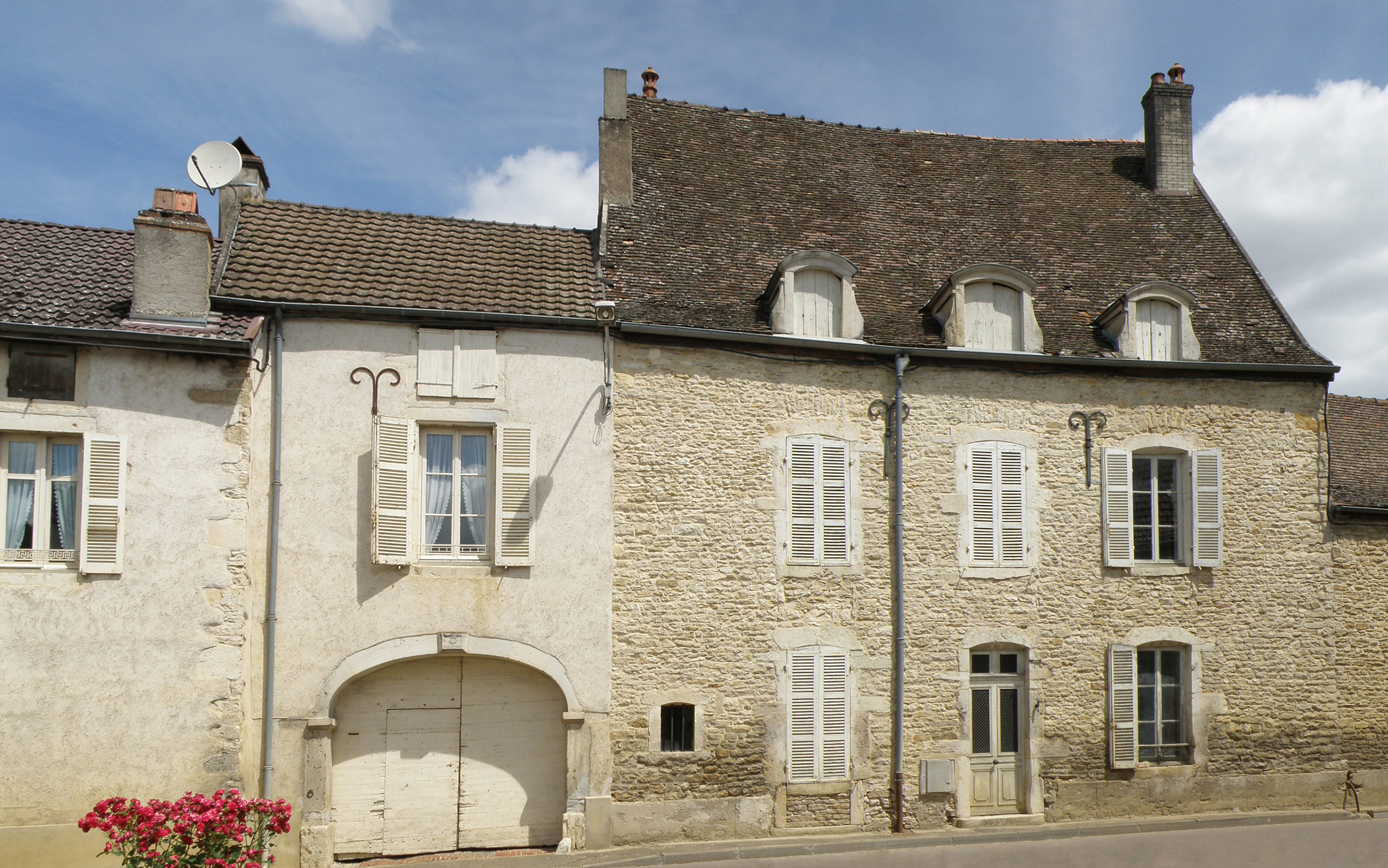
Immeuble ancien, route de Beaune.
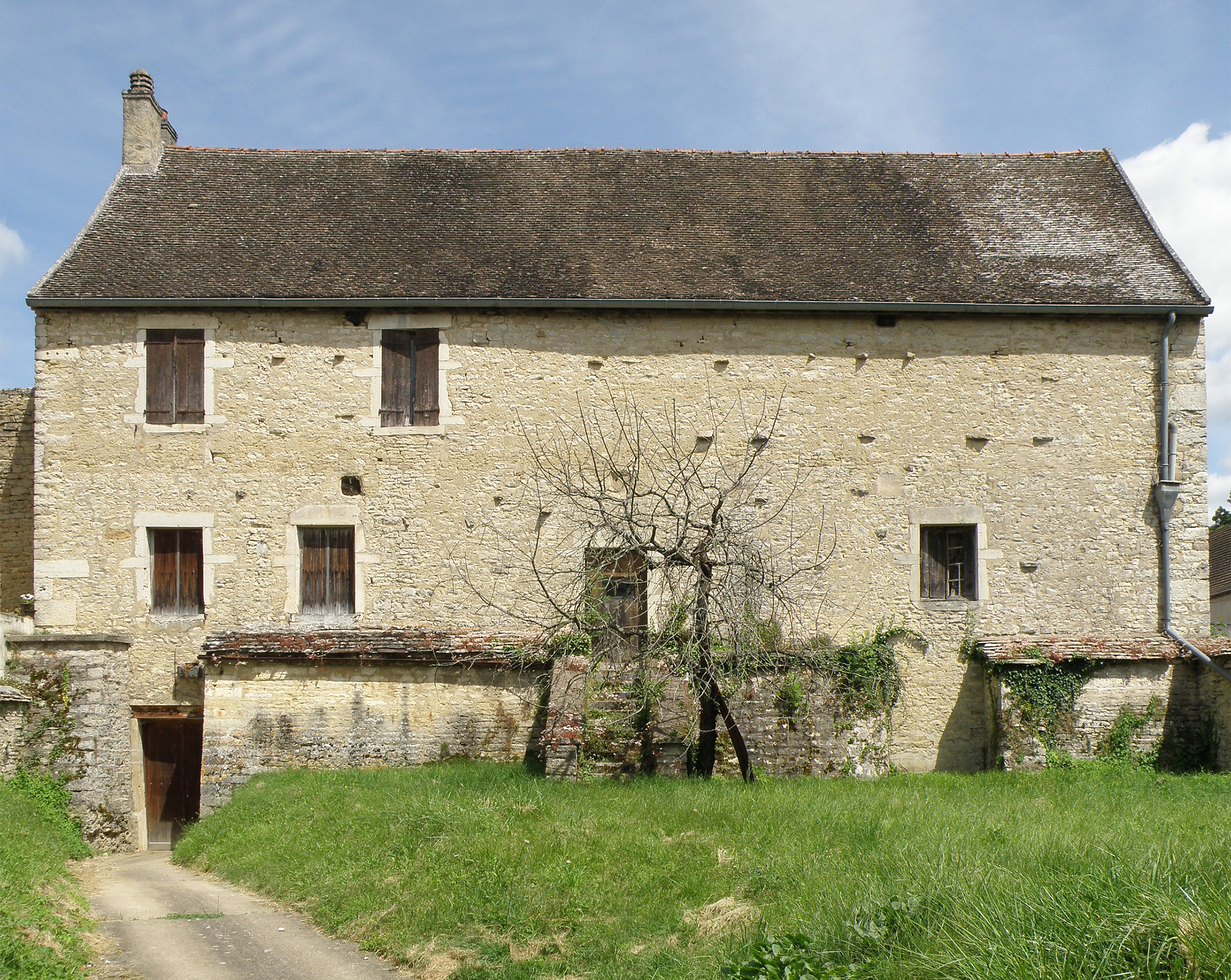
Maison ancienne rue de l'Arbre-d'Or, façade arrière.
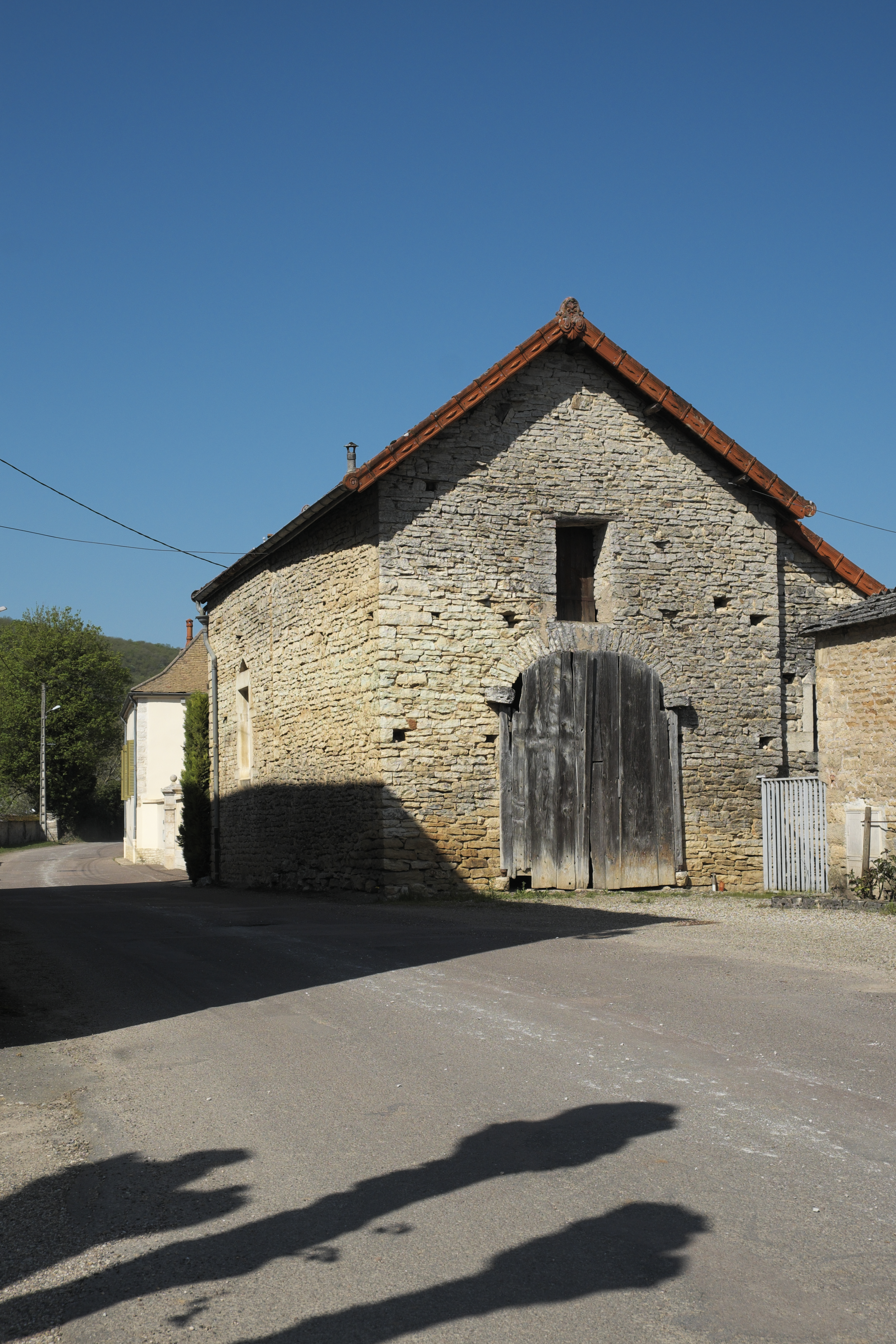
Grange.
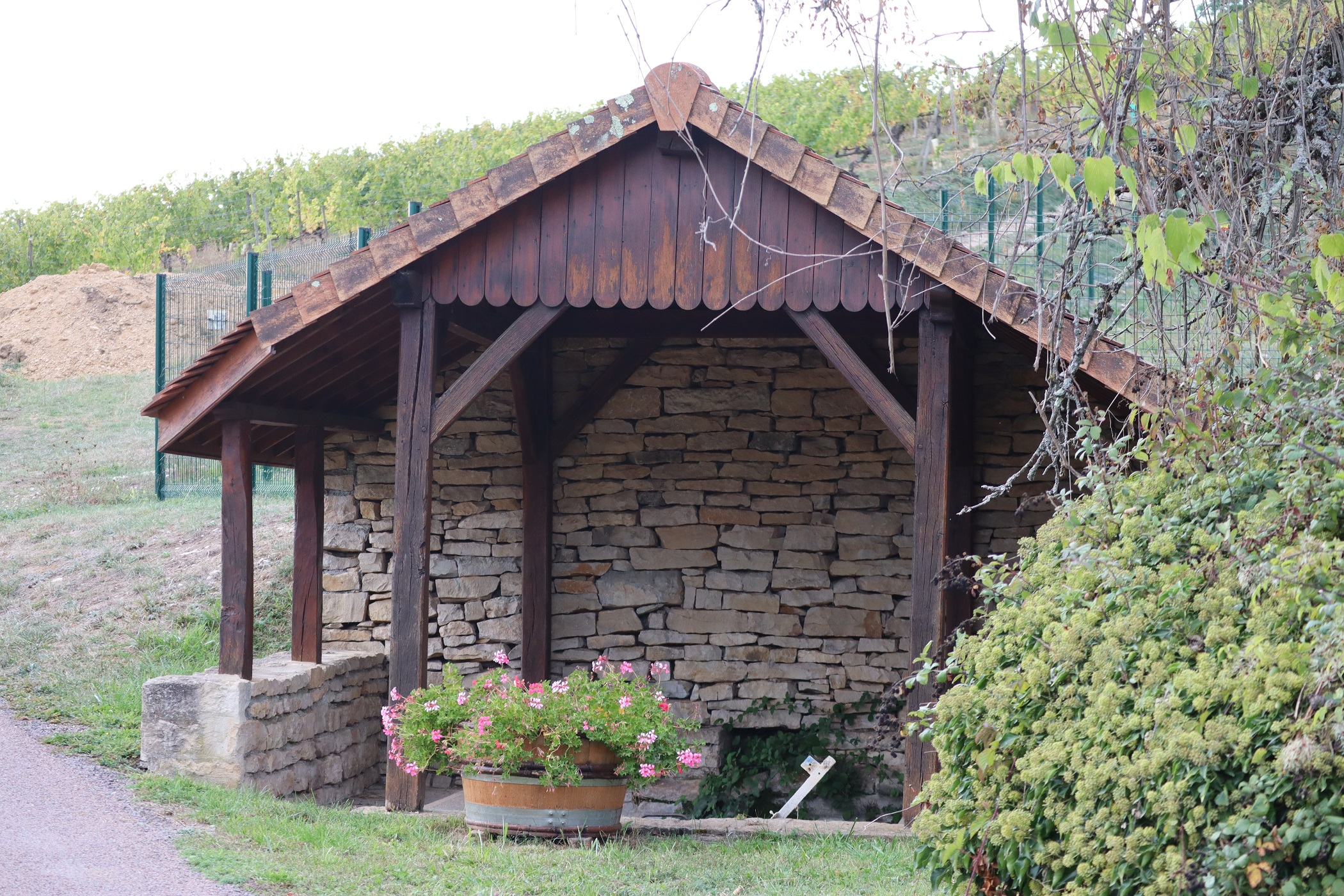
Lavoir d'Auxey-le-Petit.
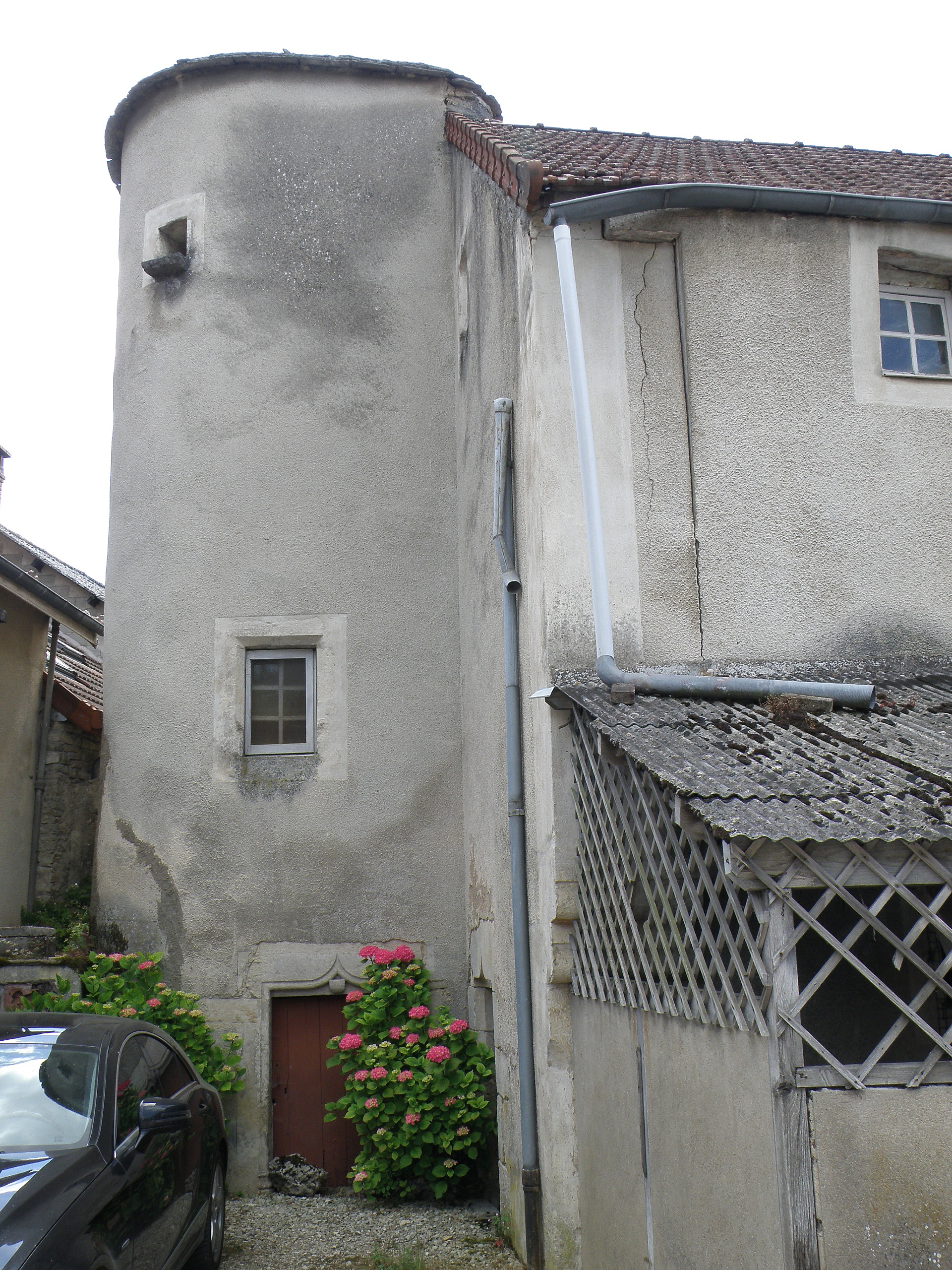
Maison ancienne à l'angle de la route de Beaune (D 973) et de la route de Moulin à Bâle.
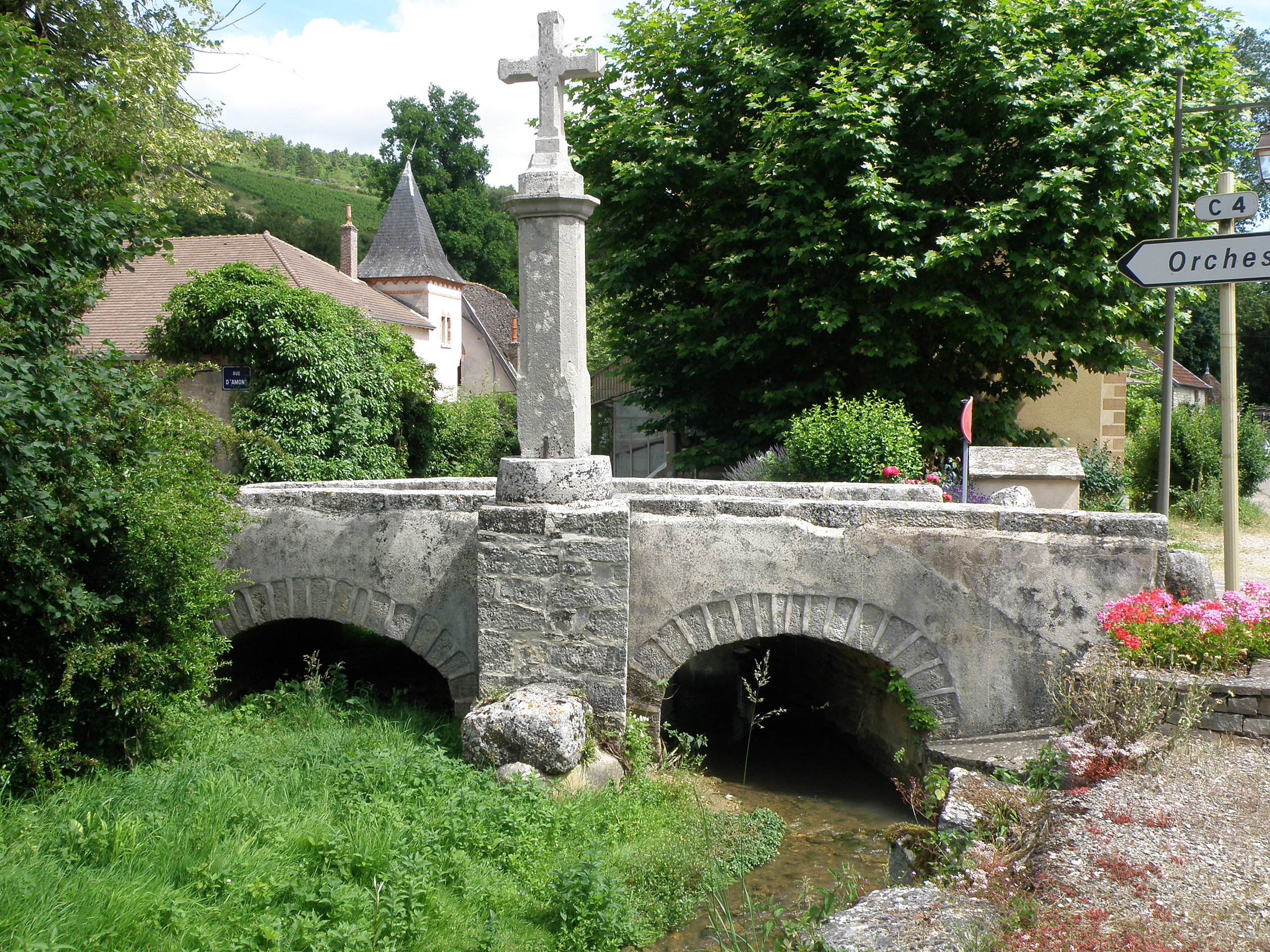
Le Pont de Melin.

### Festivités
Auxey-Duresses, commune viticole, a accueilli en janvier 1996 la 52e édition de la Fête de la Saint-Vincent tournante, manifestation supervisée par la Confrérie des chevaliers du Tastevin.

### Personnalités liées à la commune
- Le château actuel appartenait au marquis de Mac Mahon, dont l'un des descendants devint maréchal de France et duc de Magenta.

### Héraldique
| Blason de Auxey-Duresses | Blason  | Parti : d'or et de gueules, au chevron renversé brochant de sinople, à la serpette brochant sur le tout d'argent, emmanchée de sable, posée en pal. |
| Blason de Auxey-Duresses | Détails | Le statut officiel du blason reste à déterminer. |

### Vignoble

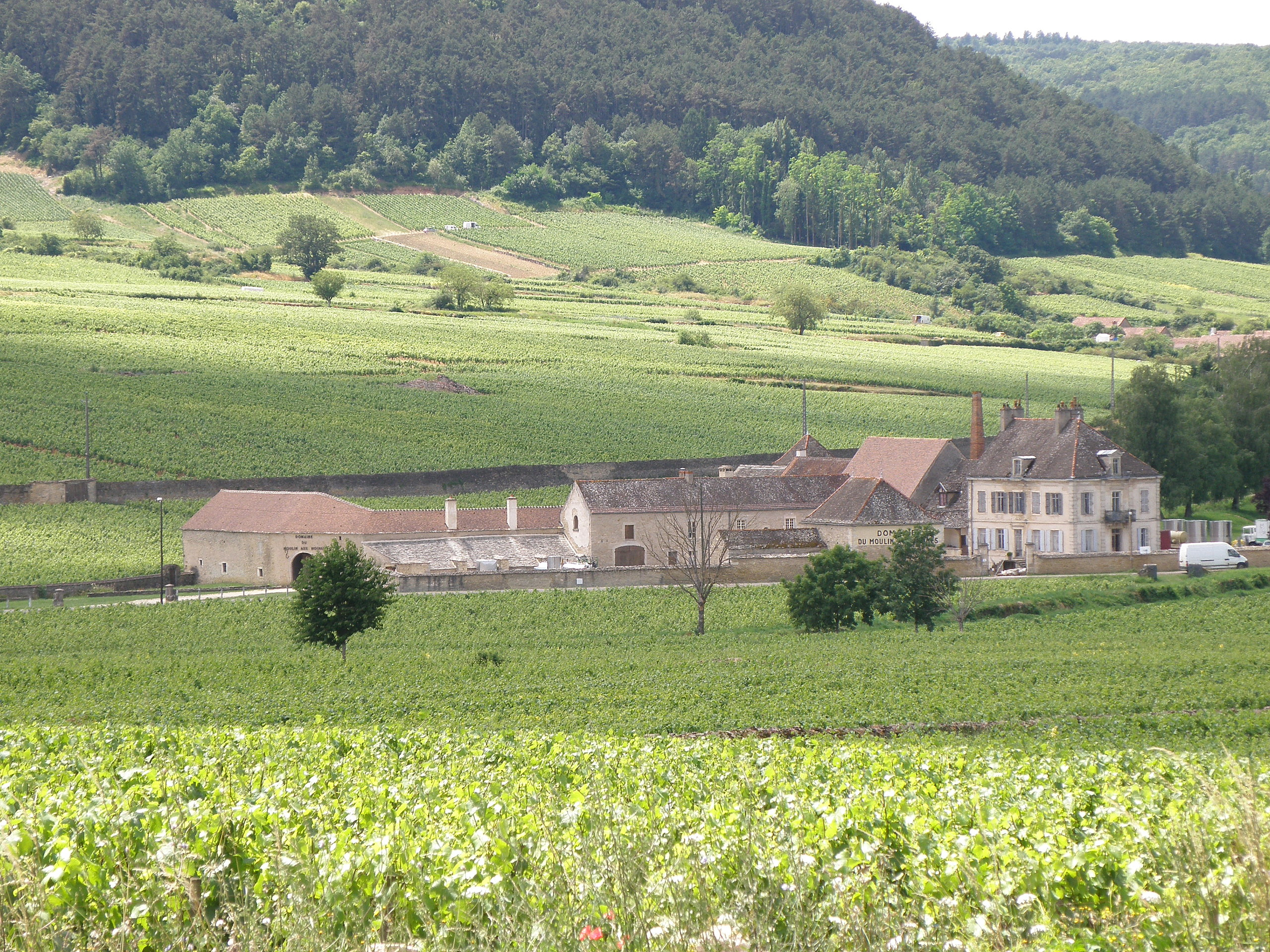
L'un des domaines viticoles.

Le vignoble de la côte de Beaune s'étend sur la commune d'Auxey-Duresses. Il y comprend 80 hectares de vins rouges (dont 27 hectares en 1er cru), et 35,60 hectares de vins blancs (dont 1,35 hectare en 1er cru). Neuf climats bénéficient de l'appellation : Bas des Duresses, Climat du Val, Clos du Val, La Chapelle, Les Bréterins, Les Duresses, Les Ecussaux, Les Grands Champs, Reugne.